# NGC 7376
NGC 7376 est une vaste galaxie lenticulaire située dans la constellation de Pégase. Cette galaxie a été découverte par l'astronome allemand Albert Marth en 1864. Sa vitesse par rapport au fond diffus cosmologique est de 8 050 ± 26 km/s, ce qui correspond à une distance de Hubble de 118,7 ± 8,3 Mpc (∼387 millions d'al).